# Carl Gustaf Löwenhielm (landshövding)
Denna artikel handlar om landshövdingen Carl Gustaf Löwenhielm. För kanslipresidenten, se Carl Gustaf Löwenhielm.
Carl Gustaf Löwenhielm, född den 30 januari 1790 på Långs säteri i Grums socken, död där den 18 maj 1858, var en svensk greve, officer (generallöjtnant), diplomat, hovman och ämbetsman.

## Biografi
Löwenhielm växte upp på fideikommisset Lång utanför Grums i Värmland som son till greven Carl Gustaf Löwenhielm och dennes hustru Agneta Sophia Wrangel. Han blev student vid Uppsala universitet 1803, och gick 1808 in som volontär vid Livregementets husarer och han blev samma år utnämnd till kornett. Han utnämndes 1811 till kavaljer hos Prins Oscar samt blev 1812 attaché vid den svenska beskickningen i Sankt Petersburg varvid han följde med den ryske kejsaren Alexander I samt dennes militära högkvarter under Napoleons ryska fälttåg 1812.
Den ryske kejsaren utnämnde Löwenhielm till sin adjutant och han var närvarande vid Slaget vid Borodino, slaget vid Leipzig och var med när de allierade marscherade in i Paris på våren 1814. För sina tjänster till Ryssland fick han Sankt Vladimirs orden samt Medaljen för 1812 års fälttåg. För sina tjänster tilldelades han även 1814 För tapperhet i fält och samma år repellerades han från sin tjänst vid beskickningen i Sankt Petersburg. 
1815 erhöll han ryttmästares namn, heder och värdighet och redan 1816 fick han denna befattning vid sitt regemente. Han flyttades dock till generalstaben samma år, där han utnämndes till brigadadjutant vid Första artilleribriganden. Han befordrades till major 1817 och blev kammarherre 1818 samt befordrades till överstelöjtnant samt utnämndes till chef för kronprins Oscars stab 1818
1821 utnämndes Löwenhielm till överste i generalstaben och följande år följde han kronprinsen på dennes friarfärd i Europa, bland annat då kronprinsen uppvaktade Josefina av Leuchtenberg som han senare gifte sig med. 1824 utnämndes Löwenhielm till ministerresident i Konstantinopel samt även till generalkonsul i Levanten. 1826 fick han befattningen generaladjutant han vantrivdes dock i Konstantinopel, varför han 1827 blev svensk extraordinär och plenipotentiär envoyé i Wien (Kejsardömet Österrike), och 1828 blev han det även i München (Kungariket Bayern).
Han befordrades till generalmajor 1835. Löwenhielm kunde 1843 lämna sin diplomatiska karriär och återvända till familjegodset Lång då han samma år utnämndes till landshövding av Göteborgs och Bohus län. 1844 blev han generallöjtnant blev 1847 generalbefälhavare över Tredje militärdistriktet och var 1848 överbefälhavare för de svenska trupperna som var förlagda på Fyn under Schleswig-holsteinska kriget. Han tog avsked från det militära 1856, och han var en av kung Oscar I:s förtrogna under Krimkriget.
Han var även verksam som konstnär och är representerad vid bland annat Nationalmuseum i Stockholm. 

### Familj
1817 gifte han sig med grevinnan Jacquette Gyldenstolpe, hovfröken hos drottning Hedvig Elisabet Charlotta. Äktenskapet blev olyckligt, främst då hans hustru blev kronprins Oscars älskarinna. Makarna skildes 1828. 1840 gifte sig Löwenhielm på nytt, nu med riksgrevinnan och hovfröken hos den ryska kejsarinnan Alexandra Feodorovna, Natalie von Buxhoeveden. Äktenskapet har beskrivits som lyckligt och det föddes fem barn, av vilka tre nådde vuxen ålder.

## Utmärkelser[3]
- Riddare av 4:e klass med kokard av ryska Sankt Vladimirs orden - 1813
- Medalj för 1812 års fälttåg (Ryssland) - 1814
- För tapperhet i fält i guld - 1814
- Riddare av Svärdsorden - 1818
- Kommendör av Nordstjärneorden - 1829
- Storkors av danska Dannebrogorden - 1847
- Riddare och Kommendör av Kungl. Maj:ts Orden (Serafimerorden) - 1849
- Storofficer av franska Hederslegionen

## Bilder

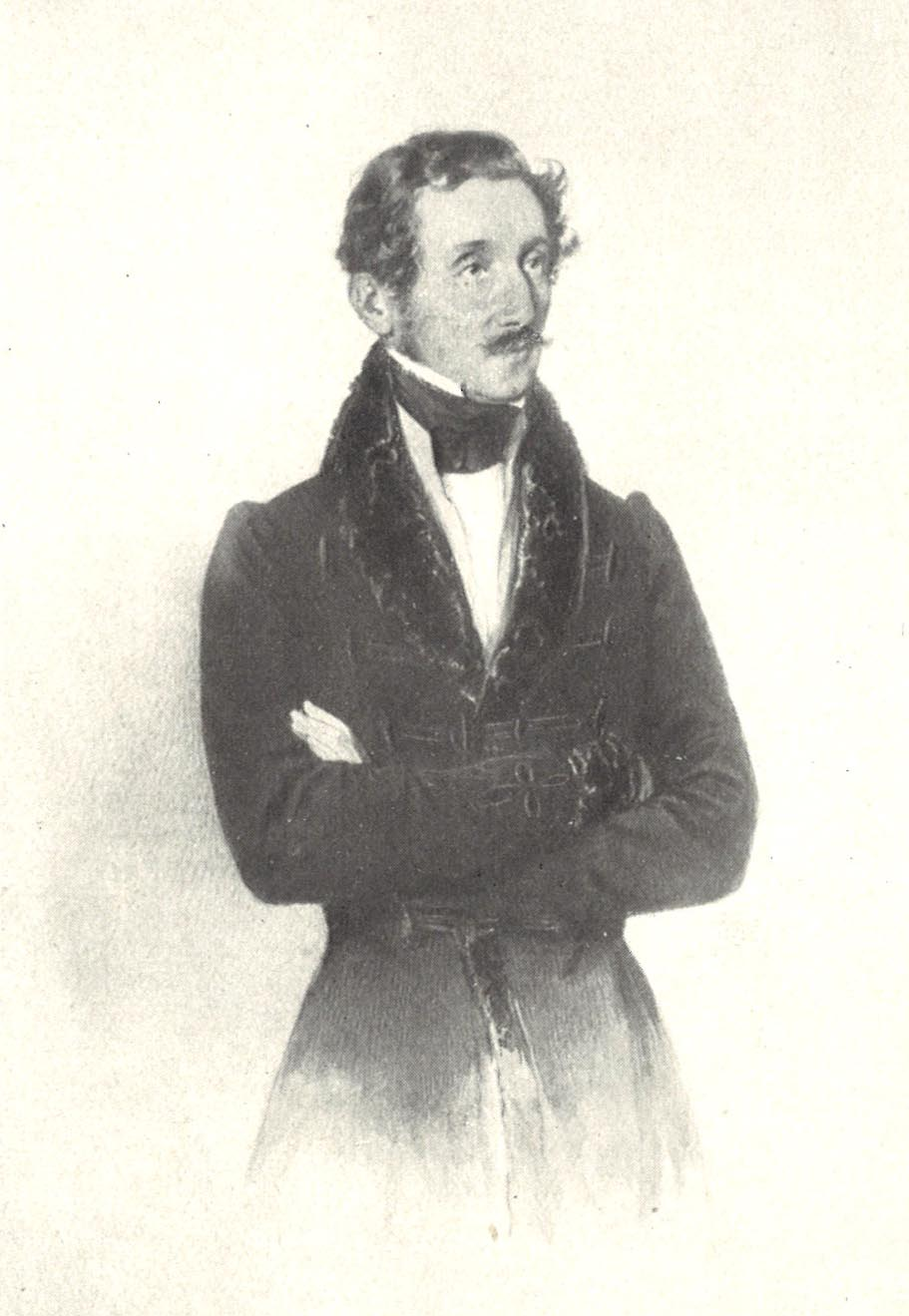
Carl Gustaf Löwenhielm porträtterad under ambassadörstiden i Wien av Josef Kriehuber.